# Fiera di Primiero
Fiera di Primiero és un antic municipi italià, dins de la província de Trento. L'any 2007 tenia 548 habitants. Limitava amb els municipis de Tonadico i Transacqua. Era el municipi de menor superfície de tot Itàlia. (0,15 km²).
L'1 de gener 2016 es va fusionar amb els municipis de Siror, Tonadico i Transacqua creant així el nou municipi de Primiero San Martino di Castrozza, del qual actualment és una frazione.

## Fills il·lustres
- Giuseppe Terrabugio (1842-1933) compositor musical
- Alois Negrelli (1799-1858), enginyer civil, un dels pares del Canal de Suez

## Administració
| Període | Identitat       | Partit        |
| ------- | --------------- | ------------- |
| 2005-   | Daniele Depaoli | Llista cívica |